# Bärtige Archenmuschel
Die Bärtige Archenmuschel (Barbatia barbata) ist eine Muschel-Art aus der Familie der Archenmuscheln (Arcidae) aus der Ordnung der Arcida.

## Merkmale

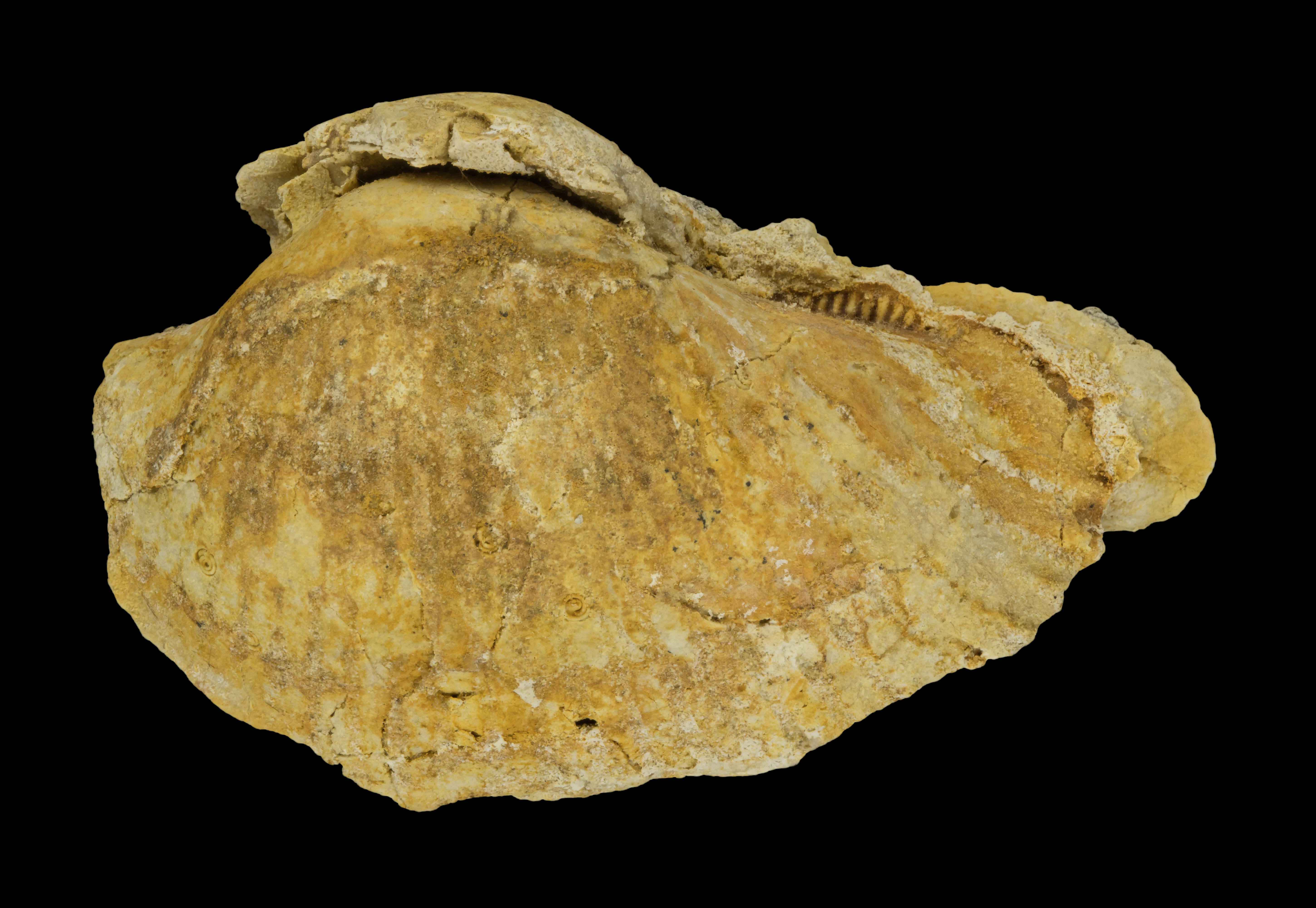
Fossil, Miozän

Das gleichklappige Gehäuse ist im Umriss annähernd länglich-trapezoidal mit einer maximalen Länge von 53 mm (bis 70 mm). Der hintere Gehäuseteil ist deutlich ausgezogen; insgesamt ist das Gehäuse etwa doppelt so lang wie hoch. Es ist mäßig bauchig, der Höhe-/Dicke-Index beträgt fast 1,5. Der Wirbel sitzt etwa ein Viertel (der Gesamtlänge) vom Vorderende entfernt. Die flachen breiten Wirbel überragen den annähernd geraden, mäßig langen Dorsalrand. Dieser nimmt nur etwa die Hälfte der Gesamtgehäuselänge ein.
Der gerade bis leicht konkav gewölbte Hinterrand fällt flach ab, der Übergang zum Ventralrand ist eng gerundet. Der Vorderrand ist mäßig konvex gewölbt und fällt gegenüber dem Dorsalrand steil ab. Der Ventralrand ist leicht bis fast gerade gekrümmt. Der vordere Bereich des Ventralrandes klafft für den Durchtritt des Byssus auch bei geschlossenem Gehäuse.
Die Schlossplatte ist gebogen, das Schloss taxodont. Die Zähnchen werden zum Rand hin größer und sind zunehmend nach außen gekippt. Die mittleren Zähnchen sind verkümmert. Das Ligament ist länglich und schmal.
Die Schale ist verhältnismäßig dick und nicht durchscheinend. Die Ornamentierung besteht aus dicht stehenden, radialen Rippen, die durch Wachstumsstops unterbrochen sind. Besonders am Gehäuserand kann jede vierte bis sechste Rippe etwas kräftiger ausgebildet sein. Das Periostracum ist dunkelbraun und besonders im hinteren und vorderen Gehäuseteil zu Borsten oder Haaren verlängert. Das hat ihr auch den Namen die Bärtige eingebracht.
Die beiden Schließmuskeln sind ungleich, der vordere Schließmuskel ist etwas kleiner als der hintere Schließmuskel.
Rechte und linke Klappe des gleichen Tieres:

Rechte Klappe
Linke Klappe

Barbatia barbata var elongata

Rechte und linke Klappe des gleichen Tieres:

Rechte Klappe
Linke Klappe

### Ähnliche Arten
Im Verhältnis zur Arche Noah-Muschel ist das Gehäuse viel schlanker, der Höhe-Breite-Index beträgt fast 1,5, während die Arche Noah-Muschel mit einem H/D-Index von 0,8 viel bauchiger ist. Die Eckige Archenmuschel (Arca imbricata) ist im Umriss gerundet-rechteckig.

## Geographische Verbreitung und Lebensraum
Die Bärtige Archenmuschel kommt im östlichen Atlantik von Portugal bis zu den Kapverdischen Inseln vor. Das Hauptverbreitungsgebiet ist das Mittelmeer. Sie lebt hier mit Byssusfäden angeheftet in Felsspalten, an Steinen oder auch Hornkorallen. Sie kommt vom Gezeitenbereich bis in rund 280 Meter Wassertiefe vor. Sie ernähren sich von Plankton, das aus dem Wasser gefiltert wird, aber auch von Detritus und Mikroorganismen, die sie mit Hilfe von Mundlappen von der Sedimentoberfläche aufnehmen.

## Taxonomie
Das Taxon wurde 1758 von Carl von Linné als Arca barbata aufgestellt. Es ist die Typusart der Gattung Barbatia Gray, 1842. Das World Register of Marine Species verzeichnet folgende Synonyme: Arca barbata var. contracta Bucquoy, Dautzenberg & Dollfus, 1891, Arca barbata var. elongata Bucquoy, Dautzenberg & Dollfus, 1891, Arca barbata var. expansa Bucquoy, Dautzenberg & Dollfus, 1891, Arca bonnaniana Risso, 1826, Arca cylindrica Wood, 1828, Arca magellanica Bruguière, 1789, Arca reticulata Turton, 1819 und Barbatia eximia Dunker, 1866.

## Belege